# Castelner
Castelner – miejscowość i gmina we Francji, w regionie Nowa Akwitania, w departamencie Landy.
Według danych na rok 1990 gminę zamieszkiwało 88 osób, a gęstość zaludnienia wynosiła 15 osób/km² (wśród 2290 gmin Akwitanii Castelner plasuje się na 1088. miejscu pod względem liczby ludności, natomiast pod względem powierzchni na miejscu 1367.).